# Războiul Israel – Iran
Războiul Israel – Iran este un conflict purtat între Israel și Republica Islamică Iran. Războiul a fost declanșat la 13 iunie 2025, într-o lovitură preventivă a Israelului, a doua zi după ce Agenția Internațională pentru Energie Atomică (AIEA) a declarat că Iranul și-a încălcat obligațiile de nonprofilare nucleară. În urma atacului surpriză israelian, Iranul a declarat că se află în stare de război și va lua măsuri imediate împotriva Israelului. Atacul israelian a avut loc a doua zi după încheierea termenului american de 60 de zile pentru negocierile nucleare. Israelul a declarat că războiul nu este împotriva poporului iranian, ci a regimului iranian, precum și a opririi programului nuclear al Iranului, despre care Israelul pretinde că include dezvoltarea armelor nucleare.
La 13 iunie 2025, Forțele Aeriene Israeliene într-un atac surpriză preventiv au vizat infrastructura și personalul militar și nuclear, ucigând conducerea militară a Gărzilor Revoluționare Islamice, precum și oameni de știință nucleari de top (Operațiunea Leul care se ridică). Israelul a distrus mai multe baze aeriene și a deteriorat instalațiile nucleare. Iranul a vizat și a lovit orașe și localități israeliene ca răspuns. Iranul a avertizat, de asemenea, că va viza bazele militare și navele americane, britanice și franceze din regiune dacă aceste țări ar ajuta Israelul să descurajeze atacurile iraniene.
Războiul a început într-o perioadă de criză din Orientul Mijlociu care a urmat după 7 octombrie 2023, când Hamas a lansat un atac surpriză asupra sudului Israelului, a doua zi după ce Hezbollah, un reprezentant șiit al Iranului din Liban, a atacat nordul Israelului. Huthii, un aliat iranian cu sediul în Yemen, au lansat atacuri asupra transporturilor internaționale în Marea Roșie. În conflictul care a urmat, Israelul a decimat conducerea militară a Hezbollahului și a Hamasului. Iranul și Israelul au făcut schimb de lovituri în aprilie 2024 și în octombrie 2024, timp în care Israelul a slăbit grav apărarea antiaeriană a Iranului.